# Benjamin Van Durmen
Benjamin Van Durmen, né le 20 mars 1997 à Tournai en Belgique, est un footballeur belge qui joue au poste de milieu de terrain à l'UTA Arad.

## Biographie

### En club

#### Excel Mouscron

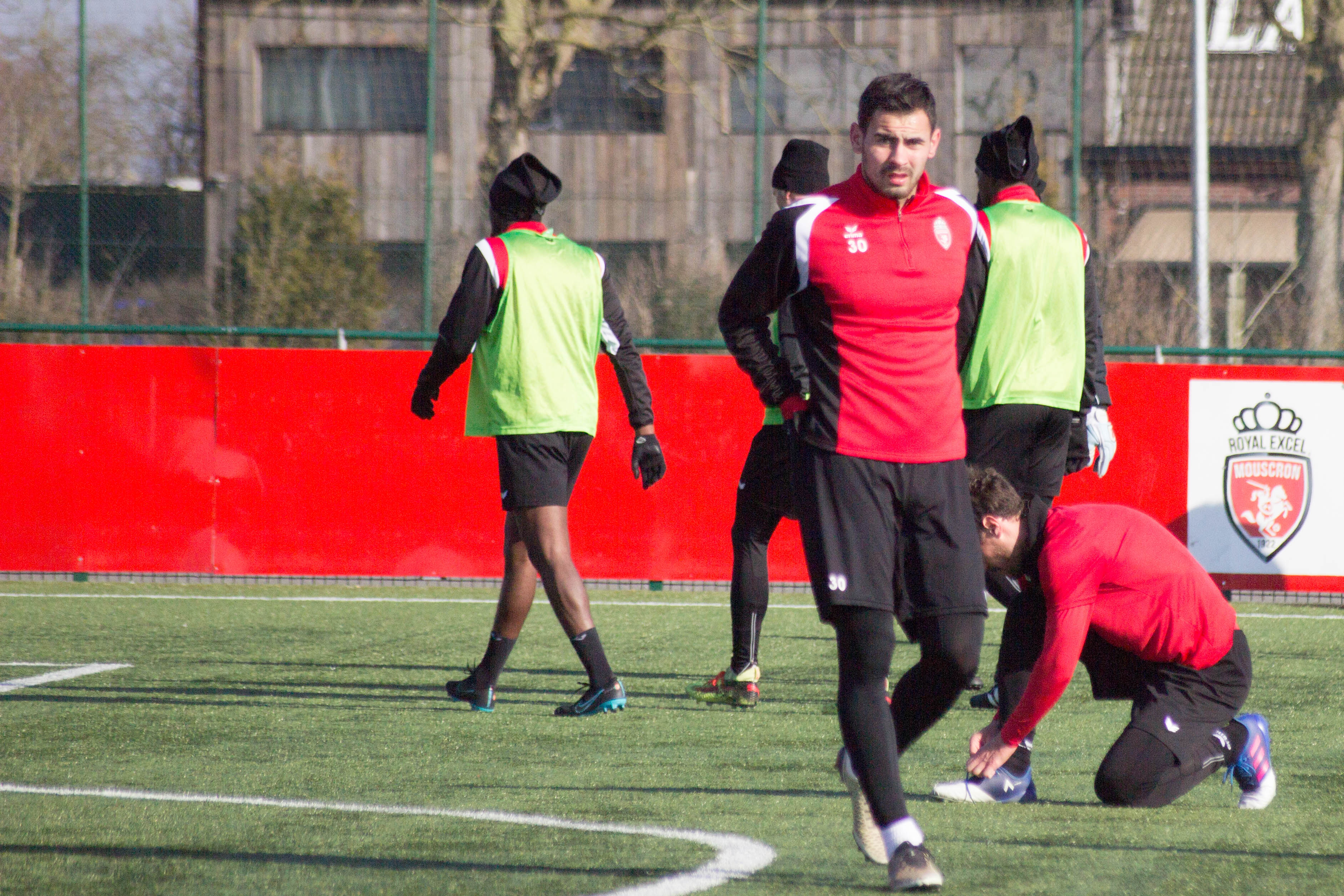
Benjamin Van Durmen à l'entraînement avec l'Excel Mouscron en 2018.

Après avoir effectué sa formation dans divers clubs hennuyers, dont le RFC Tournai, Benjamin Van Durmen rejoint le Futurosport, le centre de formation du Royal Excel Mouscron en 2012. Il fait ses débuts officiels avec l'Excel durant les Play-offs 2 de la saison 2015-2016, le 7 mai 2016, face au KV Courtrai lorsqu'il monte au jeu à la 62e minute de jeu pour Mustapha Oussalah (défaite, 2-3).
Au cours de la saison 2016-2017, le jeune Belge ne semble entrer ni dans les plans de Glen De Boeck d'abord, ni de Mircea Rednic ensuite, et doit à nouveau patienter jusqu'aux Play-offs 2 afin d'obtenir quelques minutes de jeu lors des quatre dernières rencontres.
Ce n'est qu'au cours de la saison 2017-2018 que le tournaisien devient peu à peu titulaire, pour la première fois face à La Gantoise, le 24 novembre 2017, lors de la 16e journée de championnat (défaite, 3-1). Au terme d'une bonne saison, son contrat est prolongé en juillet 2018 de quatre saisons jusqu'en 2022.
Benjamin Van Durmen devient graduellement une valeure sûre du noyau, totalisant 97 matches tout au long de cinq saisons à l'Excel mais, au sortir d'une saison 2020-2021 compliquée sous Jorge Simão,  il active une clause stipulant qu'il serait autorisé à partir en cas de relégation et fait ses adieux au club à l'issue de la saison alors que Mouscron termine dernier du classement et se voit ainsi rétrogradé en division 1B,.